# ジョン・クィンシー・アダムズ
- ジョン・クィンシー・アダムズ
- ジョン・クィンジー・アダムズ
- ジョン・クインシー・アダムズ
- ジョン・クインジー・アダムズ

ジョン・クインジー・アダムズ（英語: John Quincy Adams [dʒɑn ˈkwɪnzi ˈædəmz] ( 音声ファイル), 1767年7月11日 - 1848年2月23日）は、アメリカ合衆国の政治家。第6代アメリカ合衆国大統領を務めた。父親は第2代アメリカ合衆国大統領を務めたジョン・アダムズでアダムズ政治一家の2代目。アビゲイル・アダムズは母、ファーストレディを務めたルイーザ・アダムズは妻、チャールズ・フランシス・アダムズ・シニアは息子である。

## 概要
外交官として各国に赴き、上下両院で議員を務めた。所属政党は連邦党、民主共和党、国民共和党であり、後には反メイソン党、ホイッグ党にも所属した。民主共和党所属としては最後の大統領である。第2代大統領ジョン・アダムズの息子であり、最初の親子二代の大統領（2番目の親子二代の大統領は第41代大統領ジョージ・H・W・ブッシュと第43代大統領ジョージ・ウォーカー・ブッシュ）。「クィンジー」という名は母方の祖父、ジョン・クィンジー大佐から採られた。大統領として初めて長ズボンを着用している。外交官としてアダムズは多くの国際交渉に臨み、国務長官としてモンロー主義の確立に尽力した。歴史家の多くは彼が米国史上で偉大な外交官の一人であったと見なす。
大統領として彼は近代化と教育的な前進に関するプログラムを提案したが、政敵が多数を占める議会によって妨害された。1828年の大統領選挙で再選に失敗し、父のジョン・アダムズと同様に1期のみの任期で終わった大統領となった。アダムズは経済成長にかかる国家の偉大さと強い連邦政府のビジョンを提示したが、その大統領職は政治上の器用さ、人気および支援者のネットワークを欠き、彼の排除を望む政治家との衝突に終わった。

## 経歴

### 生い立ち
ジョン・クィンジー・アダムズは1767年、マサチューセッツ州ブレントリー（現在のマサチューセッツ州クインジーの一部）でジョン・アダムズと妻のアビゲイル・アダムズの間に生まれる。1767年、クインジーはブレントリーの「北の管区」であった。クインジーが独立した町になったのは1792年のことで、町はアダムズと同じく、ジョン・クィンジーに因んでクインジーと命名された。ジョン・クインジー・アダムズ生家は現在アダムズ国立歴史公園の一部として公開されている。同地はアビゲイル・アダムズ・ケアンの近くに位置し、アダムズが7歳のときにバンカーヒルの戦いを目撃した場所でもある。
1779年にアダムズは日記を書き始める。その日記は1848年に死去するまで続けられた。
アダムズは最初に父親がフィラデルフィアの第2回大陸会議から母親に向けて書いた手紙から、アメリカ独立宣言を学んだ。
アダムズの青年期は父親の洋行への同伴に費やされた。ジョン・アダムズはアメリカ政府の使節として1778年から79年までフランスに、80年から82年までオランダに赴き、若きアダムズはこれらの旅行に父親と同伴した。
アダムズはヨーロッパに於いてライデン大学などで教育を受けた。14歳からおよそ3年間、彼はロシアからの国家承認を得るための使節としてサンクトペテルブルクに赴任するフランシス・ダナに同伴した。フィンランド、スウェーデン、デンマークを訪問し、1804年にはシレジアに関する旅行記を発表した。
海外での数年間でアダムズはフランス語とオランダ語を習得し、ドイツ語などその他のヨーロッパ言語への親しみを得た。 彼はハーバード・カレッジに入学し、1788年にファイ・ベータ・カッパのメンバーとして卒業した。ハーバード・カレッジのアダムズ・ハウスはアダムズと彼の父親を記念して命名された。
アダムズはニューベリーポートでテオフィラス・パーソンズの元で見習い弁護士となる。1791年に法曹界に認められ、ボストンで弁護士を開業した。

### 初期の経歴
1794年、ジョージ・ワシントン大統領は26歳のアダムズをオランダ担当大臣に任命した。1796年にはポルトガル担当大臣に任命し、続いてベルリン派遣使節団員へと昇進した。
父親が1797年に大統領に就任すると、ワシントンの勧めでアダムズはプロシア担当大臣に任命された。アダムズはプロシアの外務大臣カール＝ウィルヘルム・フィンク・フォン・フィンケンシュタインと交渉し、自由プロシア＝アメリカ友好通商条約の更新に署名した。彼は1801年まで同職を務めた。
海外での勤務の間に、アダムズはアメリカ人商人の娘であるルイーザ・キャサリン・ジョンソンと、ロンドンのオール・ハローズ・バイ・ザ・タワーで結婚した。アダムズは2017年にスロベニア出身の妻を持つドナルド・トランプが大統領に就任するまで約190年間、外国生まれの女性を妻にした唯一の大統領であった。
アダムズは帰国すると、ボストンで連邦政府の地方裁判所判事によって倒産担当行政官に任命された。 しかしながら、ジェファーソン大統領はこの任命を無効とした。アダムズは再び弁護士として腕を振るったが、まもなく政界に身を投じた。1802年4月にマサチューセッツ州上院議会議員に選出され、同じ年の11月に連邦下院議員に連邦党から出馬したものの落選した。
その後間もなくマサチューセッツ州議会はアダムズを連邦党員として上院議員に選出し、1803年3月4日から同職を務める。上院議員としてアダムズはルイジアナ買収および1807年の禁輸法を支持したが、この行動でマサチューセッツ州の連邦党員は彼の支持を取りやめることとなった。連邦党が実権を握るマサチューセッツ立法府は後任を半年早く選出し、1808年6月3日にアダムズとの交代を選択した。6月8日にアダムズは同職を辞任し、連邦党と袂を分かち民主共和党に入党した。上院議員であった間に、アダムズは修辞学の教授としてハーバード大学で教鞭を執った。
新大統領のジェームズ・マディソンは、1809年にアダムズをロシア担当大臣に任命した（フランシス・ダナとウィリアム・ショートがその候補に指名されていたが、両名ともサンクトペテルブルクに信任状を提示できなかった。）。アダムズは妻のルイーザと共に任期の大半をサンクトペテルブルクで過ごした。ルイーザは公式の外交官ではなかったが、外交官の妻として重要な役割を果たした。彼女は夫が魅力不足であったのを埋め合わせて皇帝のお気に入りとなり、アメリカの外交任務における必須の部分となった。1812年にアダムズはナポレオンのロシア侵攻と、その悲惨な後退に関する報告をワシントンに持ち帰った。1814年にアダムズはロシアから呼び戻され、米英戦争の停戦交渉の責任者を命じられた。この交渉の結果、ガン条約が結ばれ停戦が成立した。また1815年から1817年までイギリス担当大臣を務めた。その職は父親のジョン・アダムズが最初に就いたものであった。

### 国務長官
アダムズは1817年から1825年までモンロー政権で国務長官を務め、その任期はフロリダ獲得の手段となった。彼の意見は通常モンローによって支持された。国務長官として彼はアダムズ＝オニス条約でスペインと交渉し、モンロー・ドクトリンを起草することでアメリカ大陸とヨーロッパ大陸間の相互不干渉を提唱した。アダムズはイギリスと奴隷売買に対しての共同パトロールの交渉を行ったが、それは上院が希薄化し、結局は拒絶された。
1821年の独立記念日にアダムズは、中南米諸国によるスペインからの独立運動に対するアメリカ合衆国の支援を支持した人々に応じて、アメリカ合衆国の政策は精神的な援助であるというスピーチを行ったが、独立運動に代わっての武力干渉は行わなかった。そして、アメリカは「破壊する怪物を求めて海外には行かない。」と述べた。ナポレオン戦争の後、スペインはアメリカにおける植民地の大部分を失った。植民地の多くが反乱を起こし、独立を宣言した。彼らはスペイン船を攻撃するための私掠船をアメリカの港を利用して整備し、その実行はヘンリー・クレイによって守られた。クレイはモンローとアダムズを用心深い日和見主義者として批難した。
フロリダは依然としてスペイン領であったが、スペインの影響は小さく黒人逃亡奴隷とインディアンの避難所となった。スペインはこれに関与していなかったものの、モンローはアンドリュー・ジャクソン将軍を派遣した。ジャクソンはセミノール族を大量虐殺して南に追いやり、彼らに武器を供給していた二名のイギリス人商人を処刑、スペイン知事を追放してアメリカ軍守備隊を占領のため駐留させた。ジャクソンは自らの行動にワシントンD.C.からの同意があった

### 1824年の大統領選
1824年の大統領選が近づくと、人々は候補を探し始めた。ニューイングランドの有権者はアダムズの愛国心と政治的手腕を賞賛した。そしてアダムズは主に彼らのサポートを受けて選挙戦に入った。民主共和党の古い幹部会議システムは崩れ、当時の第一政党制も崩れた。そして選挙は地域の支持に基づく自由参加となった。アダムズにはニューイングランドの強い地盤があり、彼の対抗馬はジョン・カルフーン、ウィリアム・クロウフォード、ヘンリー・クレイとニューオリンズの英雄、アンドリュー・ジャクソンであった。選挙戦でカルフーンは脱落し、クローフォードも体調不良で撤退、他候補への支援に回った。一般投票ではジャクソンが最多数を得票したが、選挙人投票では過半数を獲得することはできなかった。
大統領の選出は下院に預けられ、憲法修正第12条では選挙人選挙の結果で上位3名のみが下院での選挙に出ることができるとされていたため、ジャクソン、アダムズ、クローフォードが候補者となった。クレイは4位で候補にはなれなかったが、彼は下院議長としてかなりの影響力を保持していた。
クレイは個人的にジャクソンを嫌悪しており、彼の経済施策（アメリカン・システム）はアダムズの施策と類似していたため、アダムズの支援に回った。アダムズは1825年2月9日の第1回投票で大統領に選出された。アダムズの勝利はジャクソンに衝撃を与えた。アダムズがクレイを国務長官に指名すると、ジャクソンの支持者は激怒し「不正な取引」として糾弾した。この主張はアダムズの任期の間中喧伝され、1828年の大統領選におけるアダムズ敗北の原因となった。

### 大統領職
前大統領のモンローの時代は、「好感情の時代」とも称される事実上の野党不在時代であった。しかし、巨大化しすぎたリパブリカン党（広義の民主共和党）は分裂の兆しを見せ、アダムズが大統領に就任した後に事実上党は二分された。連邦主義的な性格の強いアダムズのグループは国民共和党を名乗り、より州権主義を掲げるグループは民主共和党を名乗った。国務長官にヘンリー・クレイを登用したが、この人事はポストを見返りに自身への忠誠を要請した闇取引であると批判された。
その後も、関税法、国立銀行の設置、軍事力の強化などに関しアンドリュー・ジャクソン支持者からの議事妨害に常にさらされ、「呪われた政権」とよばれた。
1828年選挙では、史上最悪の中傷合戦が展開され、再当選を図ったが、民主共和党（のちの民主党）のアンドリュー・ジャクソンに敗れた。その後、史上唯一、大統領経験のある下院議員となった。

#### 内閣
| 職名     | 氏名                           | 任期            |
| -------- | ------------------------------ | --------------- |
| 大統領   | ジョン・クィンシー・アダムズ   | 1825年 - 1829年 |
| 副大統領 | ジョン・カルフーン             | 1825年 - 1829年 |
| 国務長官 | ヘンリー・クレイ               | 1825年 - 1829年 |
| 財務長官 | リチャード・ラッシュ           | 1825年 - 1829年 |
| 陸軍長官 | ジェイムズ・バーバー           | 1825年 - 1828年 |
| 陸軍長官 | ピーター・ビューエル・ポーター | 1828年 - 1829年 |
| 司法長官 | ウィリアム・ワート             | 1825年 - 1829年 |
| 郵政長官 | ジョン・マクレーン             | 1825年 - 1829年 |
| 海軍長官 | サミュエル・サウサード         | 1825年 - 1829年 |

##### 指名した最高裁判所判事
- ロバート・トリンブル - 1826年

#### 対インディアン政策
インディアン民族に対しては、アダムズは前任者のジェームズ・モンローと同様の強制移住方針を採った。これは全インディアン部族を、当時白人入植者のいなかったミシシッピ川以西の南部地域へ強制移住させ、片づけてしまおう、という政策である。
アダムズが前任者らと違っていたのは、彼は合衆国と連邦政府には、インディアン国家との連邦規定に基づくインディアン条約を守り、単にインディアンの領土を武力で合衆国に併合させるのではなく、それ相応の条件で「購入」する義務があるとした点である。
しかし、「ジョージアのクリーク族インディアンから彼らの土地を奪った詐欺的な条約を拒否し、再交渉する」というアダムズの決定は、土地を欲しがっている南部白人や西部の白人を激怒させた。彼らは野蛮人インディアンの土地を国費で購入するというアダムズの政策は生ぬるい、として激しく抵抗した。
1828年の大統領選挙では、「史上最悪の中傷合戦」が展開され、アダムズは落選。代わって大統領となったのは、インディアン虐殺で名を上げ、インディアン達をその冷酷残忍さで震え上がらせたアンドリュー・ジャクソンだった。ジャクソンはアダムズのような生ぬるい態度をとらず、問答無用でインディアンを武力で虐殺制圧し、ミシシッピ以西への強制移住を実行したのである。この政策は白人入植者から絶賛された。アダムズの対インディアン政策は白人入植者からは受け入れられないものだったのである。

## エピソード
アダムズが大統領職にあった当時のアメリカでは水泳は一般的なレクリエーションでは無かったが、アダムズは朝の5時に裸でポトマック川を泳ぐ特異な習慣を持っていた。ある日泳ぎに行った際に、女性記者が尾行して、アダムズの脱いだ服の上に座り込み、戻って来た彼にインタビューを強要したため、やむ無く水中で彼は裸のまま首だけ出して記者の質問に答えたことがある。また別の日には脱いでおいた服が盗まれたため、通りかかった子供にホワイトハウスまで代わりの服を取りに行ってもらったこともある。また、1825年にはポトマック川の支流タイバー川を泳いで渡る計画を立て、近侍のアントワーヌ・グイスタとボートに乗って出発した。しかし、川の途中で天候が急変したためにボートが沈没してしまい、アダムズは着衣のまま対岸まで必死で泳ぐことになる。なんとか岸にたどり着いたアダムズは濡れた服をグイスタに渡して迎えを呼びにやり、全裸で5時間路傍で待つ羽目になった。
ジョージ・ワシントンを尊敬していたことから、1801年にベルリンで生まれた長男をジョージ・ワシントン・アダムズと名付けた。これは歴代大統領の中で唯一人である。
長い外交官生活にかかわらず最も服装に無頓着な大統領といわれ、同じハットを10年間も被ったという。身長5フィート7.5インチ（約171cm）だった。

## 関連作品

### 映画
- 『アミスタッド』（Amistad、1997年)